# Lars Magnus Ericssons minnesrum

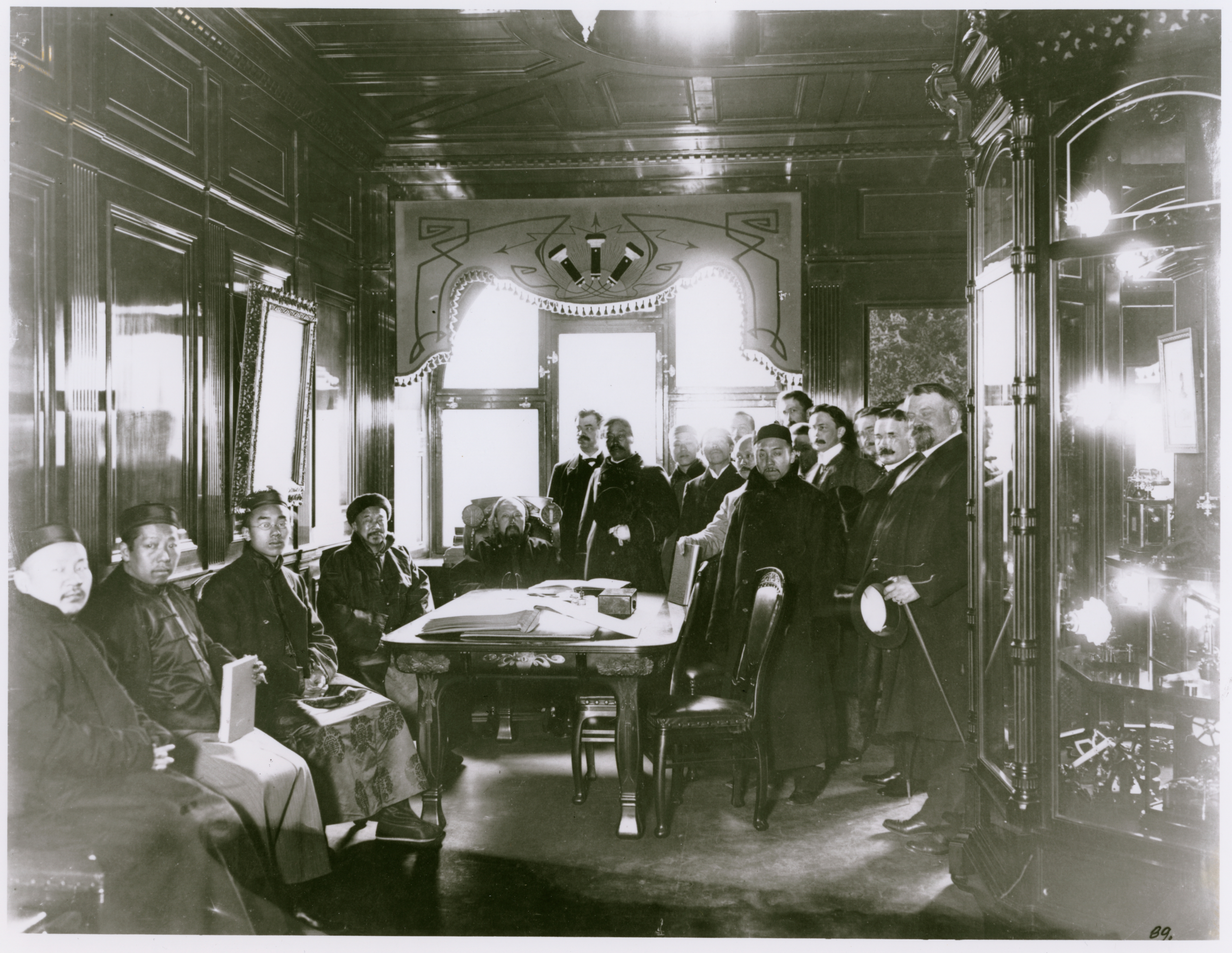
Kinesiska studiekommissionen på besök i LM Ericsson & Co:s minnesrum på Tulegatan, Stockholm 26 april 1906.

Lars Magnus Ericssons minnesrum var företaget Telefon AB L.M. Ericssons representationsrum i fabriken i kvarteret Taktäckaren vid Tulegatan från 1903. Det inrättades som företagsmuseum 1930 och flyttades till Telemuseum vid Tekniska museet 1976.

## Beskrivning
Rummet inreddes i Telefon AB L.M. Ericssons fabrik vid Tulegatan, vid ingången med nr 17, och invigdes 1903. Dess två våningar fick en påkostad inredning. Väggarna kläddes med mahognypaneler och jacquardvävda sidentapeter. Taket utfördes i stuckatur, med telefonerande putti och tekniska attribut som isolatorer och hörtelefoner. I mitten av rummet finns en fristående pelare i alabasterimitation (stuck). Nedre planets södra vägg dolde infällda skåp där produktkataloger och bildalbum från verksamheten förvarades. Läktaren runt övre plan fick räcken i polerad mahogny, krönta av snidade telefondetaljer. Enligt Teknik för alla nr 4 1940 utformades rummet av möbelarkitekten Daniel Carlsson. Mitt i rummet tronar företagets utställningsmonter från Stockholmsutställningen 1897.

## Historia
AB L.M. Ericssons fabriker i kvarteret taktäckaren byggdes i etapper. Byggnaden på Tulegatan 15 stod klar 1900, det dröjde ytterligare tre år innan rummet var klart. Först användes det för styrelsemöten och för kundbesök men på grund av lokalbrist kom det även att fungera som lönekontor från 1918 och tidvis som verkstad för att 1930 återställas och inredas som ett museum för anställda vid företaget. AB L.M. Ericsson hade 1925 flyttat huvudkontoret till Södra Kungstornet vid Kungsgatan och lokalerna vid Tulegatan hade inte samma roll. Drivande för att återställa rummet var Ingenjör Gustaf Collberg vid L.M. Ericsson som genomförde mycket av arbetet och ordnade samlingarna på omkring 10000 objekt. I samband med att Telefon AB L. M. Ericsson i slutet av 1930-talet flyttade huvudkontor och fabrikation till nya lokaler vid Telefonplan såldes fastigheterna i kvarteret Taktäckaren till Stockholms stad. Minnesrummet ställdes då i ordning och överlämnades 1944 som museum i gåva till staden. När det omkring 1970 blev aktuellt att flytta Televerkets Telemuseum från lokaler vid Karlaplan till en ombyggd stallänga vid Tekniska museet inrättades även en lokal för att kunna rymma inredningen. Detta blev möjligt genom att Stockholms stadsmuseum lämnade rummet i deposition åt Tekniska museet. Ett omfattande arbete att montera ner och restaurera rummet på den nya adressen pågick från 1976 samma år invigdes rummet av Carl XVI Gustaf varpå L.M. Ericssons minnesrum öppnade för besökare.
Den samling föremål som visades i rummet omhändertogs också av Telemuseum. Samlingen utgjordes av omkring 1200 föremål som skildrade bolagets verksamhet från de första åren fram till 1940-talet. AB L.M. Ericssons museikatalog som  Gustaf Collberg upprättat visar att företaget vid början av 1940-talet hade en samling på omkring 10000 föremål. Den delades när fastigheten såldes upp och gallrades så att den i delar överlämnades till Tekniska museet och till Telegrafverkets museum (från 1953 Telemuseum) och att ett tusental föremål togs med för att kunna visas i "Nya utställningshallen" i fabriken vid Telefonplan. Rummet övergick permanent i Tekniska museets ägo 2015, efter att museet tillsammans med Stockholms stadsmuseum och AB L.M. Ericsson sökt och fått beviljat permutation av den ursprungliga gåvan från 1944.

## Flytt av inredningen
"Rummet" bestod av en inredning i Telefon AB L.M. Ericssons fabrik vid Tulegatan. Rummet tömdes först på inventarier. Träpanelerna i mahogny skruvades försiktigt ner och lagrades. Stuckaturtaket delades därefter upp i bitar och flyttades till Telemuseum. Där hängdes stuckaturen upp i ett gjutet blindtak och hängslades med armeringsjärn. Pelaren i alabasterimitation kommer sig av att lokalen i Thulegatan hade en bärande stålbalk i rummet. Den fungerar sedan flytten till Telemuseum som tilluftskanal för ventilation. När taket kommit på plats kunde panelerna skruvas upp på 2 tums salning mot omgivande betongväggar. Alla detaljer utfördes med noggrannhet, till exempel ställdes alla skåror på de kullerförsänkta mässingsskruv som håller panelerna på plats i linje med listverken. De vävda tapeterna, som skadats av rummets period som museum med telefoner fastskruvade, rekonstruerades i jacquardvävstol efter gammal förlaga.